# Дугоухи тенрек
Дугоухи тенрек (лат. Geogale aurita) је ситни сисар из реда Afrosoricida. Ендемична је врста Мадагаскара. Једини је представник рода (Geogale) и потфамилије (Geogalinae).

## Угроженост
Ова врста није угрожена, и наведена је као последња брига јер има широко распрострањење.

## Станиште
Станишта врсте су шуме, саване и травна вегетација. 